# Джошуа Кінг (футболіст)
Джошуа Крістіан Коджо Кінг (норв. Joshua Christian Kojo King; нар. 15 січня 1992, Осло) — норвезький футболіст, нападник французької «Тулузи» та збірної Норвегії. Зазвичай грає на позиції центрфорварда, але також може грати й на фланзі.

## Кар'єра

### Ранні роки
Народившись у норвезькій столиці, Осло, в родині гамбійця та норвежки, Кінг фактично зростав у передмісті Ромсоса. Розпочав свою кар'єру у місцевому клубі, «Ромсос», у віці 6 років, але коли йому виповнилося 14, він перейшов до « Волеренги». Залишався у клубі 2 сезони непоміченим, доки не був відібраний скаутами Манчестерського клубу до літньої школи Уле Гуннара Сульшера у 2007 році.

### Манчестер Юнайтед і оренди
Кінг увійшов до складу клубу, коли йому виповнилося 16 — у січні 2008 року, дебютувавши у молодіжній команді в матчі проти «Сандерленда» 29 березня 2008 року. Розпочав наступний сезон, забивши чотири голи у чотирьох матчах, коли Академія Манчестера виграла Молочний кубок 2008 року. Зігравши у двох матчах академічної прем'єр-ліги на початку сезону 2008-09, Джошуа отримав травму, яка вивела його зі строю до січня 2009 року.
Після свого повернення він забив 2 голи у зустрічі із «Болтон Вондерерз» 31 січня 2009 року, яка закінчилася із рахунком 5-0. Одужавши після травмування, він встиг узяти участь в останній зустрічі сезону Юніорської Ліги (U-18), коли Дияволи зайняли друге місце, програвши 19 очок «Манчестер Сіті».
На початку сезону 2009—10 Кінг вийшов на заміну замість Зорана Тошича у фіналі Великого кубка Ланкаширу, де МЮ переміг 1-0 «Болтон Вондерерз». Перші три гри сезону Футбольної Ліги він перебував на лаві запасних,але був нагороджений за виступи у матчі третього кола Кубку Футбольної Ліги проти Вулвергемптон Вондерерз 23 вересня 2009. Він вийшов замість Денні Велбека на 81-й хвилині під 41 номером. І хоча в Кінга були дві можливості покращити результат команди, матч завершився з рахунком 1-0, завдяки якому Дияволи перейшли до четвертого кола змагань.
7 серпня 2010 року Кінг перейшов в «Престон Норт-Енд» на правах оренди на 3 місяці, ставши тисячним гравцем, який коли-небудь грав за клуб. Джошуа дебютував за клуб на наступний день, вийшовши на заміну в матчі, який «Престон» програв «Донкастер Роверз» з рахунком 2:0.
Свій єдиний гол Джошуа забив у матчі першого раунду Кубка Футбольної ліги у матчі проти «Стокпорт Каунті», встановивши остаточний рахунок — 5:0.
У серпні 2011 року було оголошено, що наступний сезон Кінг проведе в оренді за менхенгладбаську «Боруссію». Проте футболіст не зміг закріпитись у команді й вже в кінці року контракт оренди за взаємною згодою було розірвано і Джошуа повернувся до Манчестера.
Проте у складі «червоних дияволів» Джошуа не було місця і 16 січня 2012 року футболіст на правах оренди до кінця сезону перейшов у Галл Сіті, де став основним гравцем і зіграв у 19 матчах команди, після чого повернувся до МЮ.

### Подальша кар'єра
Взимку 2012 на правах оренди став гравцем «Блекберн Роверз», у клубі провів два роки. Після завершення оренди підписав з клубом повноцінний контракт.
Влітку 2015 підписав контракт з «Борнмутом», відіграв у клубі 6 років.
1 лютого 2021 року, в останній день зимового трансферного вікна, «Евертон» оголосив про підписання Кінга. Він дебютував у гостьовому матчі проти «Лідс Юнайтед» 3 лютого, вийшовши на 87-й хвилині (1:2) Влітку 2021 було оголошено, що Кінг покине клуб після закінчення контракту.

## Збірна
Виступав за молодіжні та збірні Норвегії різних вікових категорій.
7 вересня 2012 року дебютував за національну збірну Норвегії в матчі відбору на ЧС-2014 проти збірної Ісландії. А вже майже через місяць, 16 жовтня 2012 року забив дебютний гол за Норвегію у ворота збірної Кіпру.

## Кар'єрна статистика
Станом на 21 вересня 2021 року
| Клуб                        | Сезон   | Ліга | Ліга | Кубок | Кубок | Кубок Ліги | Кубок Ліги | Єврокубки | Єврокубки | Інші | Інші | Всього | Всього |
| Клуб                        | Сезон   | Ігри | Голи | Ігри  | Голи  | Ігри       | Голи       | Ігри      | Голи      | Ігри | Голи | Ігри   | Голи   |
| --------------------------- | ------- | ---- | ---- | ----- | ----- | ---------- | ---------- | --------- | --------- | ---- | ---- | ------ | ------ |
| «Манчестер Юнайтед»         | 2009—10 | 0    | 0    | 0     | 0     | 1          | 0          | 0         | 0         | 0    | 0    | 1      | 0      |
| «Манчестер Юнайтед»         | 2010—11 | 0    | 0    | 0     | 0     | 0          | 0          | 0         | 0         | 0    | 0    | 0      | 0      |
| «Манчестер Юнайтед»         | 2011—12 | 0    | 0    | 0     | 0     | 0          | 0          | 0         | 0         | 0    | 0    | 0      | 0      |
| «Манчестер Юнайтед»         | 2012—13 | 0    | 0    | 0     | 0     | 0          | 0          | 1         | 0         | 0    | 0    | 0      | 0      |
| «Манчестер Юнайтед»         | Всього  | 0    | 0    | 0     | 0     | 1          | 0          | 1         | 0         | 0    | 0    | 2      | 0      |
| «Престон Норт-Енд»          | 2010—11 | 8    | 0    | 0     | 0     | 2          | 1          | -         | -         | -    | -    | 10     | 1      |
| «Боруссія» Менхенгладбах    | 2011—12 | 2    | 0    | 0     | 0     | -          | -          | -         | -         | -    | -    | 2      | 0      |
| «Боруссія II» Менхенгладбах | 2011—12 | 4    | 2    | 0     | 0     | -          | -          | -         | -         | -    | -    | 4      | 2      |
| «Галл Сіті»                 | 2011—12 | 18   | 1    | 1     | 0     | –          | –          | –         | –         | –    | –    | 19     | 1      |
| «Блекберн Роверз»           | 2012—13 | 16   | 2    | 4     | 0     | 0          | 0          | 0         | 0         | –    | –    | 0      | 0      |
| «Блекберн Роверз»           | 2013—14 | 31   | 2    | 2     | 0     | 1          | 0          | 0         | 0         | –    | –    | 0      | 0      |
| «Блекберн Роверз»           | 2014—15 | 15   | 1    | 2     | 3     | 1          | 0          | 0         | 0         | –    | –    | 0      | 0      |
| «Блекберн Роверз»           | Всього  | 62   | 5    | 8     | 3     | 2          | 0          | 0         | 0         | 0    | 0    | 72     | 8      |
| «Борнмут»                   | 2015—16 | 31   | 6    | 2     | 1     | 2          | 0          | 0         | 0         | –    | –    | 0      | 0      |
| «Борнмут»                   | 2016—17 | 36   | 16   | 0     | 0     | 0          | 0          | 0         | 0         | –    | –    | 0      | 0      |
| «Борнмут»                   | 2017—18 | 33   | 8    | 0     | 0     | 1          | 1          | 0         | 0         | –    | –    | 0      | 0      |
| «Борнмут»                   | 2018—19 | 35   | 12   | 0     | 0     | 3          | 0          | 0         | 0         | –    | –    | 0      | 0      |
| «Борнмут»                   | 2019—20 | 26   | 6    | 0     | 0     | 1          | 0          | 0         | 0         | –    | –    | 0      | 0      |
| «Борнмут»                   | 2020—21 | 12   | 0    | 2     | 3     | 0          | 0          | 0         | 0         | –    | –    | 0      | 0      |
| «Борнмут»                   | Всього  | 173  | 48   | 4     | 4     | 7          | 0          | 0         | 0         | 0    | 0    | 184    | 53     |
| «Евертон»                   | 2020—21 | 11   | 0    | 0     | 0     | 0          | 0          | 0         | 0         | –    | –    | 11     | 0      |
| «Вотфорд»                   | 2021—22 | 4    | 0    | 0     | 0     | 1          | 0          | 0         | 0         | –    | –    | 5      | 0      |
| Всього                      | Всього  | 282  | 56   | 13    | 7     | 13         | 1          | 1         | 0         | 0    | 0    | 337    | 72     |

### Статистика виступів за збірну
Станом на 14 липня 2022 року
| Дата       | Місто         | Господарі         | Результат  | Гості             | Турнір                               | Голи | Примітки |
| ---------- | ------------- | ----------------- | ---------- | ----------------- | ------------------------------------ | ---- | -------- |
| 7-9-2012   | Рейк'явік     | Ісландія          | 2 – 0      | Норвегія          | Відбір до ЧС 2014                    | -    | 66'      |
| 11-9-2012  | Осло          | Норвегія          | 2 – 1      | Словенія          | Відбір до ЧС 2014                    | -    | 46'      |
| 12-10-2012 | Берн          | Швейцарія         | 1 – 1      | Норвегія          | Відбір до ЧС 2014                    | -    | 64'      |
| 16-10-2012 | Ларнака       | Кіпр              | 1 – 3      | Норвегія          | Відбір до ЧС 2014                    | 1    | 46'      |
| 22-3-2013  | Осло          | Норвегія          | 0 – 1      | Албанія           | Відбір до ЧС 2014                    | -    | 62'      |
| 7-6-2013   | Тирана        | Албанія           | 1 – 1      | Норвегія          | Відбір до ЧС 2014                    | -    | 70'      |
| 14-8-2013  | Стокгольм     | Швеція            | 4 – 2      | Норвегія          | товариський матч                     | -    | 73'      |
| 6-9-2013   | Осло          | Норвегія          | 2 – 0      | Кіпр              | Відбір до ЧС 2014                    | 1    | 64'      |
| 10-9-2013  | Осло          | Норвегія          | 0 – 2      | Швейцарія         | Відбір до ЧС 2014                    | -    | 68'      |
| 27-5-2014  | Сен-Дені      | Франція           | 4 – 0      | Норвегія          | товариський матч                     | -    | 63'      |
| 31-5-2014  | Осло          | Норвегія          | 1 – 1      | Росія             | товариський матч                     | -    | 71'      |
| 3-9-2014   | Лондон        | Англія            | 1 – 0      | Норвегія          | товариський матч                     | -    | 76'      |
| 9-9-2014   | Осло          | Норвегія          | 0 – 2      | Італія            | Відбір до ЧЄ 2016                    | -    |          |
| 10-10-2014 | Та-Калі       | Мальта            | 0 – 3      | Норвегія          | Відбір до ЧЄ 2016                    | 2    | 75'      |
| 13-10-2014 | Осло          | Норвегія          | 2 – 1      | Болгарія          | Відбір до ЧЄ 2016                    | -    | 58'      |
| 8-6-2015   | Осло          | Норвегія          | 0 – 0      | Швеція            | товариський матч                     | -    | 46'      |
| 12-6-2015  | Осло          | Норвегія          | 0 – 0      | Азербайджан       | Відбір до ЧЄ 2016                    | -    | 79'      |
| 10-10-2015 | Осло          | Норвегія          | 2 – 0      | Мальта            | Відбір до ЧЄ 2016                    | -    | 76'      |
| 13-10-2015 | Рим           | Італія            | 2 – 1      | Норвегія          | Відбір до ЧЄ 2016                    | -    | 60'      |
| 29-5-2016  | Порту         | Португалія        | 3 – 0      | Норвегія          | товариський матч                     | -    | 86'      |
| 1-6-2016   | Осло          | Норвегія          | 3 – 2      | Ісландія          | товариський матч                     | -    | 45' 53'  |
| 5-6-2016   | Брюссель      | Бельгія           | 3 – 2      | Норвегія          | товариський матч                     | 1    | 81'      |
| 31-8-2016  | Осло          | Норвегія          | 0 – 1      | Білорусь          | товариський матч                     | -    | 46'      |
| 4-9-2016   | Осло          | Норвегія          | 0 – 3      | Німеччина         | Відбір до ЧС 2018                    | -    | 49' 72'  |
| 8-10-2016  | Баку          | Азербайджан       | 1 – 0      | Норвегія          | Відбір до ЧС 2018                    | -    | 61'      |
| 11-10-2016 | Осло          | Норвегія          | 4 – 1      | Сан-Марино        | Відбір до ЧС 2018                    | 1    |          |
| 11-11-2016 | Прага         | Чехія             | 2 – 1      | Норвегія          | Відбір до ЧС 2018                    | 1    |          |
| 26-3-2017  | Белфаст       | Північна Ірландія | 2 – 0      | Норвегія          | Відбір до ЧС 2018                    | -    |          |
| 1-9-2017   | Осло          | Норвегія          | 2 – 0      | Азербайджан       | Відбір до ЧС 2018                    | 1    |          |
| 4-9-2017   | Штутгарт      | Німеччина         | 6 – 0      | Норвегія          | Відбір до ЧС 2018                    | -    |          |
| 5-10-2017  | Серравалле    | Сан-Марино        | 0 – 8      | Норвегія          | Відбір до ЧС 2018                    | 2    | 62'      |
| 2-6-2018   | Рейк'явік     | Ісландія          | 2 – 3      | Норвегія          | товариський матч                     | 1    | 73'      |
| 6-6-2018   | Осло          | Норвегія          | 1 – 0      | Панама            | товариський матч                     | 1    | 46'      |
| 6-9-2018   | Осло          | Норвегія          | 2 – 0      | Кіпр              | Ліга націй УЄФА 2018-2019 - 1-й етап | -    | 90'      |
| 9-9-2018   | Софія (місто) | Болгарія          | 1 – 0      | Норвегія          | Ліга націй УЄФА 2018-2019 - 1-й етап | -    |          |
| 13-10-2018 | Осло          | Норвегія          | 1 – 0      | Словенія          | Ліга націй УЄФА 2018-2019 - 1-й етап | -    |          |
| 16-10-2018 | Осло          | Норвегія          | 1 – 0      | Болгарія          | Ліга націй УЄФА 2018-2019 - 1-й етап | -    |          |
| 23-3-2019  | Валенсія      | Іспанія           | 2 – 1      | Норвегія          | Відбір до ЧЄ 2020                    | 1    |          |
| 26-3-2019  | Осло          | Норвегія          | 3 – 3      | Швеція            | Відбір до ЧЄ 2020                    | 1    |          |
| 7-6-2019   | Осло          | Норвегія          | 2 – 2      | Румунія           | Відбір до ЧЄ 2020                    | -    |          |
| 5-9-2019   | Осло          | Норвегія          | 2 – 0      | Мальта            | Відбір до ЧЄ 2020                    | 1    | 32' 58'  |
| 8-9-2019   | Стокгольм     | Швеція            | 1 – 1      | Норвегія          | Відбір до ЧЄ 2020                    | -    |          |
| 12-10-2019 | Осло          | Норвегія          | 1 – 1      | Іспанія           | Відбір до ЧЄ 2020                    | 1    | 42'      |
| 15-10-2019 | Бухарест      | Румунія           | 1 – 1      | Норвегія          | Відбір до ЧЄ 2020                    | -    |          |
| 15-11-2019 | Осло          | Норвегія          | 4 – 0      | Фарерські острови | Відбір до ЧЄ 2020                    | -    | 78'      |
| 18-11-2019 | Та-Калі       | Мальта            | 1 – 2      | Норвегія          | Відбір до ЧЄ 2020                    | 1    | 89'      |
| 4-9-2020   | Осло          | Норвегія          | 1 – 2      | Австрія           | Ліга націй УЄФА 2020-2021 - 1-й етап | -    | 64'      |
| 7-9-2020   | Белфаст       | Північна Ірландія | 1 – 5      | Норвегія          | Ліга націй УЄФА 2020-2021 - 1-й етап | -    | 71'      |
| 8-10-2020  | Осло          | Норвегія          | 1 – 2 д.ч. | Сербія            | Відбір до ЧЄ 2020                    | -    | 66'      |
| 11-10-2020 | Осло          | Норвегія          | 4 – 0      | Румунія           | Ліга націй УЄФА 2020-2021 - 1-й етап | -    | 78'      |
| 14-10-2020 | Осло          | Норвегія          | 1 – 0      | Північна Ірландія | Ліга націй УЄФА 2020-2021 - 1-й етап | -    | 62' 65'  |
| 24-3-2021  | Гібралтар     | Гібралтар         | 0 – 3      | Норвегія          | Відбір до ЧС 2022                    | -    | 62'      |
| 27-3-2021  | Малага        | Норвегія          | 0 – 3      | Туреччина         | Відбір до ЧС 2022                    | -    | 67'      |
| 30-3-2021  | Подгориця     | Чорногорія        | 0 – 1      | Норвегія          | Відбір до ЧС 2022                    | -    | 80'      |
| 4-9-2021   | Рига          | Латвія            | 0 – 2      | Норвегія          | Відбір до ЧС 2022                    | -    | 88'      |
| 7-9-2021   | Осло          | Норвегія          | 5 – 1      | Гібралтар         | Відбір до ЧС 2022                    | -    | 63'      |
| 13-11-2021 | Осло          | Норвегія          | 0 – 0      | Латвія            | Відбір до ЧС 2022                    | -    | 46'      |
| 16-11-2021 | Роттердам     | Нідерланди        | 2 – 0      | Норвегія          | Відбір до ЧС 2022                    | -    | 74'      |
| 29-3-2022  | Осло          | Норвегія          | 9 – 0      | Вірменія          | товариський матч                     | 3    |          |
| 2-6-2022   | Белград       | Сербія            | 0 – 1      | Норвегія          | Ліга націй УЄФА 2022-2023 - 1-й етап | -    | 46'      |
| 5-6-2022   | Стокгольм     | Швеція            | 1 – 2      | Норвегія          | Ліга націй УЄФА 2022-2023 - 1-й етап | -    | 74'      |
| 9-6-2022   | Осло          | Норвегія          | 0 – 0      | Словенія          | Ліга націй УЄФА 2022-2023 - 1-й етап | -    | 46'      |
| Усього     |               | Матчів            | 62         |                   | Голів (9 місце)                      | 20   |          |

## Титули і досягнення
- Володар Кубка Туреччини (1):

«Фенербахче»: 2022-23